# Yomitan
Yomitan (japanska: 読谷村?, Yomitan-son), okinawianska: Yuntan, är en landskommun (by) i Okinawa prefektur, Japan. Den ligger på huvudön Okinawa cirka 25 kilometer norr om residensstaden Naha.